# Estatua de Cristo Rey (Świebodzin)
La Estatua de Cristo Rey está situada en Świebodzin (Polonia). Es la imagen de Cristo más alta del mundo, con sus 33 m, siendo que su corona sobrepuesta tiene una altura de 3 m. Supera al Cristo de la Concordia de Cochabamba (Bolivia), que tiene 34,20 m de altura, sin sumar el pedestal de  6,24 m; el Cristo Rey de Cali (Colombia), que tiene 26 m de altura y 5 m de pedestal, y el Cristo Redentor en Río de Janeiro (Brasil), que tiene 30 m. Se terminó de construir el sábado 6 de noviembre de 2010 y fue instalada sobre una colina de unos 16 m de altura.
Tal como el Cristo de Río de Janeiro y el Cristo de la Concordia, en Bolivia, la estatua de Swiebodzin es completamente blanca, con la única diferencia de que posee una corona dorada de una altura de tres metros.
Los últimos elementos de la estatua, la cabeza y los brazos, fueron instalados con ayuda de una enorme grúa enviada especialmente al lugar, ya que una primera tentativa, la semana anterior, se saldó con un fracaso porque la grúa carecía de la potencia necesaria.
Se calcula que el peso total de la construcción es de cuatrocientas cuarenta toneladas.